# EL 18
La EL 18 est la principale locomotive électrique de la gamme matériel ferroviaire de la compagnie NSB. Les premières locomotives furent livrées en 1996. La machine est basée sur la même conception mécanique que la machine suisse CFF Re 460. La NSB comporte 22 de ces engins construits par ADtranz, numérotés 2241 à 2262.
À la suite d'un appel d'offres international lancé par les chemins de fer norvégiens (NSB), un consortium composé de la Société suisse de construction de locomotives et de machines (SLM), ABB Verkehrssysteme AG à Zurich et ABB Strømmens Værksted en Norvège a reçu la commande de 22 nouvelles locomotives universelles en septembre 1994. SLM et ABB avaient déjà développé une locomotive moderne et performante, la Re 460, qui suscitait également l'intérêt en dehors de la Suisse (Chine, Finlande, Inde et Norvège). 

## Utilisation
Après la scission de la NSB, celle-ci se chargeant désormais du trafic passager (les trains de fret sont repris par la compagnie CargoNet), les EL 18 furent attribuées à la NSB pour ne plus tirer que les convois voyageurs. Elles sont utilisées sur toutes les principales lignes électrifiées du réseau, surtout la Bergensbanen, Sørlandsbanen et Dovrebanen.

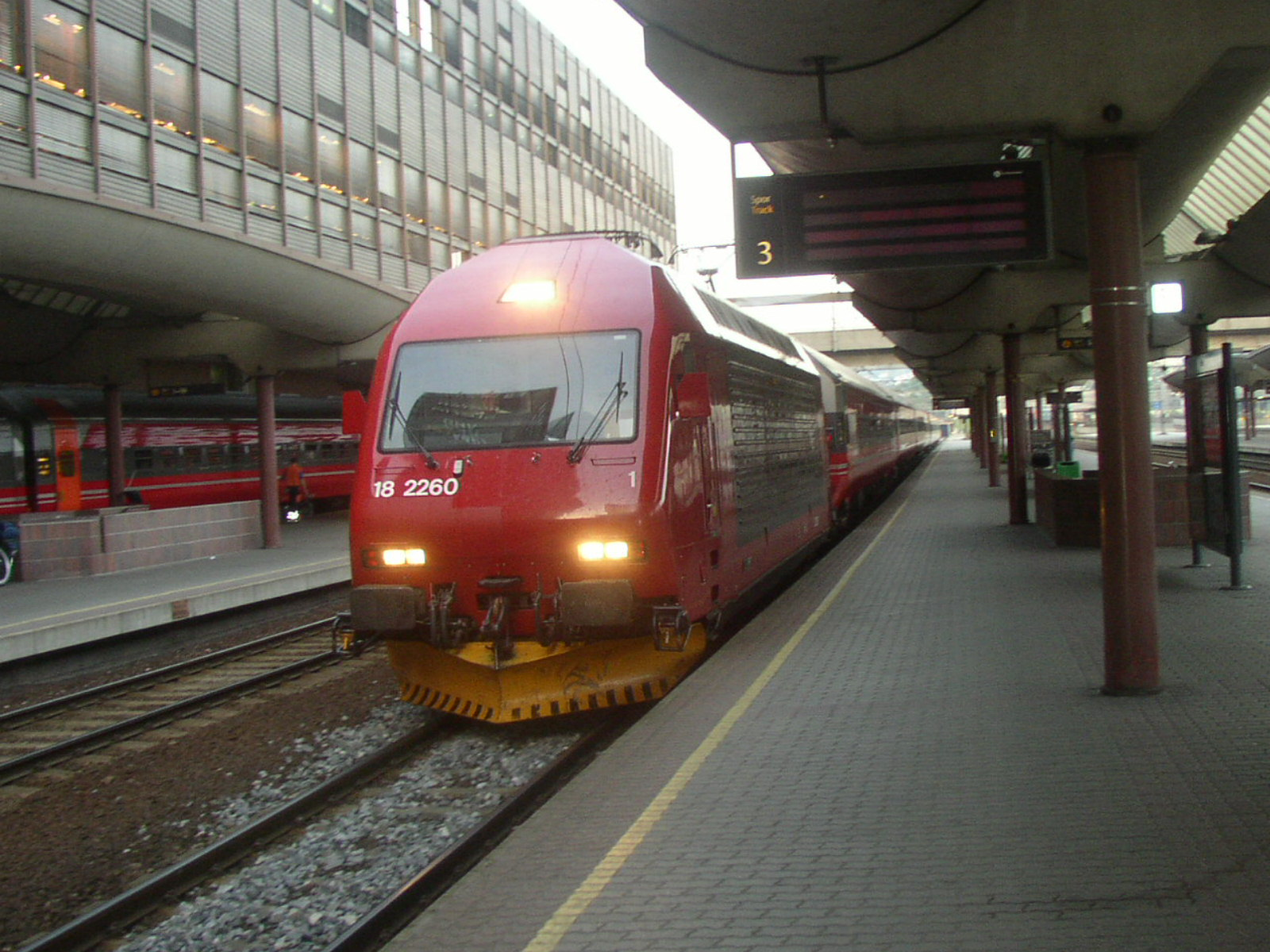
EL 18 2260 en gare de dOslo Sentralstasjon.